# Luis Paulo Supi
Luis Paulo Supi (Catanduva, 25 de junho de 1996) é um grande mestre de xadrez brasileiro, bicampeão da modalidade no Brasil após vencer o 89º Campeonato Brasileiro Absoluto de Xadrez realizado em Recife, em dezembro de 2023.
Ficou internacionalmente conhecido por derrotar o campeão mundial Magnus Carlsen em uma partida de blitz realizada no site Chess.com, em 6 de maio de 2020. No lance 18, Supi promoveu um sacrifício da Dama em c6, fazendo com que Carlsen abandonasse a partida após analisar sua posição e reconhecer que havia xeque-mate em cinco lances (M5) para as brancas.

## Carreira
Nascido em Catanduva, interior do estado de São Paulo, Luis Paulo Supi começou a praticar xadrez entre os 4 e 5 anos, no Colégio São Mateus, chamando a atenção da mídia televisiva nacional desde muito jovem.
Seu primeiro professor foi Gleison Begalli que viu no aluno prodígio um enorme potencial, oportunizando ao jovem enxadrista a oportunidade de participar de várias competições regionais, estaduais, nacionais e internacionais.
Sagrou-se campeão de todas as categorias de xadrez que participou ao longo de sua carreira.
Em 2018, recebeu o título de Grande Mestre, após cumprir a 3ª e última norma ao vencer o Magistral Acre 2017, tornando-se o 14° brasileiro na história a conquistar a honraria concedida pela FIDE. No mesmo ano, representou o Brasil na Olimpíada de Xadrez de 2018, realizada em Batumi, Geórgia, terminando com 6.5/10.
Aos 23 anos, em maio de 2020, então ranqueado como o segundo melhor do país e 335º colocado do ranking FIDE, derrotou o campeão mundial Magnus Carlsen em 18 jogadas em uma partida de blitz online.
Os lances foram filmados e divulgados pelo próprio Carlsen, então com 2848 de rating, o que rendeu a Supi fama internacional quase que instantânea. A partida foi eleita como a Partida Imortal do Chess.com.
Dias depois de sua vitória sobre Carlsen, o brasileiro confirmou a boa fase ao bater outro nome de referência no xadrez mundial, o russo Ian Nepomniachtchi, o então 4° melhor enxadrista do mundo.
Em novembro de 2021, Supi venceu o Campeonato Brasileiro de Xadrez de 2021, a 87º edição do campeonato, conquistando 9 pontos em 11 partidas.
Em 2023, Supi foi indicado pela CBX para jogar na Copa do Mundo de Xadrez, na qual enfrentrou o GM Adham Fawzy na primeira rodada. Nesse primeiro match, Supi eliminou o Grande Mestre egípcio Adham Fawzy, porém foi eliminado na segunda rodada pelo Grande Mestre chinês Wei Yi.

## Títulos
- 2013 — Mestre FIDE (FM)
- 2013 — Mestre Internacional (IM)
- 2016 — Campeão do Panamericano Sub-20 Absoluto (Guatapé, Colômbia)[13]
- 2017 — Grande Mestre Internacional de Xadrez (GM) - 14° brasileiro na história a conquistar o mais elevado título vitalício da FIDE[14]
- 2019 — Campeão do Aberto do Brasil FBX Terra Viva (Brasília/DF)[15]
- 2021 — Campeão do 87° Campeonato Brasileiro Absoluto de Xadrez (Cuiabá/MT)[16]
- 2022 — Campeão do I Torneio de Xadrez de Sales Oliveira (Sales Oliveira/SP)[17]
- 2022 — Campeão da 1ª Copa Petrotorque de Xadrez Rápido (Catanduva/SP)[18]
- 2023 — Campeão do Magistral Milton Matone (São Paulo/SP)[19]
- 2023 — Campeão do II Rio Chess Open 2023 (Rio de Janeiro/RJ)
- 2023 — Campeão do 89º Campeonato Brasileiro Absoluto de Xadrez (Recife, PE)

## Campanhas de destaque
- 2020 — Vice-campeão do Torneio Iberoamericano de Xadrez Online 2020
- 2022 — 6° lugar no Floripa Chess Open (Florianópolis/SC)
- 2023 — 6° lugar no Tata Steel Chess Tournament - Challengers, com vitórias sobre os GM Velimir Ivić, GM Abhimanyu Mishra e IM Eline Roebers (Wijk aan Zee, Holanda)[20]
- 2023 — Vice-campeão do II Festival Internacional de Catas Altas (Catas Altas/MG)[21]
- 2025  — Vice-campeão do Perez Chess Open[22]

## Estilo de jogo
O primeiro livro que Supi leu sobre xadrez foi Nocautes Fulminantes de Julian Hodgson e, inicialmente tornou-se um jogador de golpes e gambitos. Durante algum tempo dedicou-se a esse estilo mais ofensivo de jogo, porém com o passar do tempo, enfrentando jogadores mais posicionais e mais fortes, adotou um estilo mais equilibrado e dinâmico. Sua principal referência como enxadrista-modelo é Leonid Stein.

## Polêmica com Hikaru Nakamura
Em 29 de maio de 2015, o então Mestre Internacional Luis Paulo Supi jogou um match contra Hikaru Nakamura, no Torneio Online de Blitz pelo ICC (Internet Chess Club), tendo-o vencido.
Embora Nakamura tenha jogado mal, acabou acusando o brasileiro de estar jogando com a ajuda de computadores e fez uma reclamação para um dos administradores do site que não apenas tirou o ponto de Supi, como o baniram do torneio.
O GM Rafael Leitão analisou o match Supi vs. Nakamura e não viu nada de estranho, saindo em defesa de Supi.
Indignado, Supi escreveu:

"Inacreditável! Após ganhar a partida que eu tô postando abaixo, do Nakamura, ele como sempre faz após perder qualquer partida reclamou, e simplesmente não apenas tiraram o meu ponto, como me eliminaram do torneio, é decepcionante, qualquer pessoa normal que veja a partida percebe que é uma partida cheia de imprecisões e o administrador decidiu simplesmente atender a reclamação dele, pelo jeito sem nem ter analisado a partida!"

## Supi vs. Carlsen e mais jogos notáveis
|   | a | b | c | d | e | f | g | h |   |
| 8 | c8 preto rei · d8 preto torre · g8 preto cavalo · h8 preto torre · b7 preto peão · c7 preto peão · f7 preto peão · g7 preto peão · h7 preto peão · c6 branco rainha · d6 preto bispo · b5 branco peão · f5 preto rainha · c4 branco peão · d4 preto peão · f4 branco bispo · h3 branco peão · a2 branco torre · b2 branco peão · f2 branco peão · g2 branco peão · a1 branco torre · g1 branco rei | c8 preto rei · d8 preto torre · g8 preto cavalo · h8 preto torre · b7 preto peão · c7 preto peão · f7 preto peão · g7 preto peão · h7 preto peão · c6 branco rainha · d6 preto bispo · b5 branco peão · f5 preto rainha · c4 branco peão · d4 preto peão · f4 branco bispo · h3 branco peão · a2 branco torre · b2 branco peão · f2 branco peão · g2 branco peão · a1 branco torre · g1 branco rei | c8 preto rei · d8 preto torre · g8 preto cavalo · h8 preto torre · b7 preto peão · c7 preto peão · f7 preto peão · g7 preto peão · h7 preto peão · c6 branco rainha · d6 preto bispo · b5 branco peão · f5 preto rainha · c4 branco peão · d4 preto peão · f4 branco bispo · h3 branco peão · a2 branco torre · b2 branco peão · f2 branco peão · g2 branco peão · a1 branco torre · g1 branco rei | c8 preto rei · d8 preto torre · g8 preto cavalo · h8 preto torre · b7 preto peão · c7 preto peão · f7 preto peão · g7 preto peão · h7 preto peão · c6 branco rainha · d6 preto bispo · b5 branco peão · f5 preto rainha · c4 branco peão · d4 preto peão · f4 branco bispo · h3 branco peão · a2 branco torre · b2 branco peão · f2 branco peão · g2 branco peão · a1 branco torre · g1 branco rei | c8 preto rei · d8 preto torre · g8 preto cavalo · h8 preto torre · b7 preto peão · c7 preto peão · f7 preto peão · g7 preto peão · h7 preto peão · c6 branco rainha · d6 preto bispo · b5 branco peão · f5 preto rainha · c4 branco peão · d4 preto peão · f4 branco bispo · h3 branco peão · a2 branco torre · b2 branco peão · f2 branco peão · g2 branco peão · a1 branco torre · g1 branco rei | c8 preto rei · d8 preto torre · g8 preto cavalo · h8 preto torre · b7 preto peão · c7 preto peão · f7 preto peão · g7 preto peão · h7 preto peão · c6 branco rainha · d6 preto bispo · b5 branco peão · f5 preto rainha · c4 branco peão · d4 preto peão · f4 branco bispo · h3 branco peão · a2 branco torre · b2 branco peão · f2 branco peão · g2 branco peão · a1 branco torre · g1 branco rei | c8 preto rei · d8 preto torre · g8 preto cavalo · h8 preto torre · b7 preto peão · c7 preto peão · f7 preto peão · g7 preto peão · h7 preto peão · c6 branco rainha · d6 preto bispo · b5 branco peão · f5 preto rainha · c4 branco peão · d4 preto peão · f4 branco bispo · h3 branco peão · a2 branco torre · b2 branco peão · f2 branco peão · g2 branco peão · a1 branco torre · g1 branco rei | c8 preto rei · d8 preto torre · g8 preto cavalo · h8 preto torre · b7 preto peão · c7 preto peão · f7 preto peão · g7 preto peão · h7 preto peão · c6 branco rainha · d6 preto bispo · b5 branco peão · f5 preto rainha · c4 branco peão · d4 preto peão · f4 branco bispo · h3 branco peão · a2 branco torre · b2 branco peão · f2 branco peão · g2 branco peão · a1 branco torre · g1 branco rei | 8 |
| 7 | c8 preto rei · d8 preto torre · g8 preto cavalo · h8 preto torre · b7 preto peão · c7 preto peão · f7 preto peão · g7 preto peão · h7 preto peão · c6 branco rainha · d6 preto bispo · b5 branco peão · f5 preto rainha · c4 branco peão · d4 preto peão · f4 branco bispo · h3 branco peão · a2 branco torre · b2 branco peão · f2 branco peão · g2 branco peão · a1 branco torre · g1 branco rei | c8 preto rei · d8 preto torre · g8 preto cavalo · h8 preto torre · b7 preto peão · c7 preto peão · f7 preto peão · g7 preto peão · h7 preto peão · c6 branco rainha · d6 preto bispo · b5 branco peão · f5 preto rainha · c4 branco peão · d4 preto peão · f4 branco bispo · h3 branco peão · a2 branco torre · b2 branco peão · f2 branco peão · g2 branco peão · a1 branco torre · g1 branco rei | c8 preto rei · d8 preto torre · g8 preto cavalo · h8 preto torre · b7 preto peão · c7 preto peão · f7 preto peão · g7 preto peão · h7 preto peão · c6 branco rainha · d6 preto bispo · b5 branco peão · f5 preto rainha · c4 branco peão · d4 preto peão · f4 branco bispo · h3 branco peão · a2 branco torre · b2 branco peão · f2 branco peão · g2 branco peão · a1 branco torre · g1 branco rei | c8 preto rei · d8 preto torre · g8 preto cavalo · h8 preto torre · b7 preto peão · c7 preto peão · f7 preto peão · g7 preto peão · h7 preto peão · c6 branco rainha · d6 preto bispo · b5 branco peão · f5 preto rainha · c4 branco peão · d4 preto peão · f4 branco bispo · h3 branco peão · a2 branco torre · b2 branco peão · f2 branco peão · g2 branco peão · a1 branco torre · g1 branco rei | c8 preto rei · d8 preto torre · g8 preto cavalo · h8 preto torre · b7 preto peão · c7 preto peão · f7 preto peão · g7 preto peão · h7 preto peão · c6 branco rainha · d6 preto bispo · b5 branco peão · f5 preto rainha · c4 branco peão · d4 preto peão · f4 branco bispo · h3 branco peão · a2 branco torre · b2 branco peão · f2 branco peão · g2 branco peão · a1 branco torre · g1 branco rei | c8 preto rei · d8 preto torre · g8 preto cavalo · h8 preto torre · b7 preto peão · c7 preto peão · f7 preto peão · g7 preto peão · h7 preto peão · c6 branco rainha · d6 preto bispo · b5 branco peão · f5 preto rainha · c4 branco peão · d4 preto peão · f4 branco bispo · h3 branco peão · a2 branco torre · b2 branco peão · f2 branco peão · g2 branco peão · a1 branco torre · g1 branco rei | c8 preto rei · d8 preto torre · g8 preto cavalo · h8 preto torre · b7 preto peão · c7 preto peão · f7 preto peão · g7 preto peão · h7 preto peão · c6 branco rainha · d6 preto bispo · b5 branco peão · f5 preto rainha · c4 branco peão · d4 preto peão · f4 branco bispo · h3 branco peão · a2 branco torre · b2 branco peão · f2 branco peão · g2 branco peão · a1 branco torre · g1 branco rei | c8 preto rei · d8 preto torre · g8 preto cavalo · h8 preto torre · b7 preto peão · c7 preto peão · f7 preto peão · g7 preto peão · h7 preto peão · c6 branco rainha · d6 preto bispo · b5 branco peão · f5 preto rainha · c4 branco peão · d4 preto peão · f4 branco bispo · h3 branco peão · a2 branco torre · b2 branco peão · f2 branco peão · g2 branco peão · a1 branco torre · g1 branco rei | 7 |
| 6 | c8 preto rei · d8 preto torre · g8 preto cavalo · h8 preto torre · b7 preto peão · c7 preto peão · f7 preto peão · g7 preto peão · h7 preto peão · c6 branco rainha · d6 preto bispo · b5 branco peão · f5 preto rainha · c4 branco peão · d4 preto peão · f4 branco bispo · h3 branco peão · a2 branco torre · b2 branco peão · f2 branco peão · g2 branco peão · a1 branco torre · g1 branco rei | c8 preto rei · d8 preto torre · g8 preto cavalo · h8 preto torre · b7 preto peão · c7 preto peão · f7 preto peão · g7 preto peão · h7 preto peão · c6 branco rainha · d6 preto bispo · b5 branco peão · f5 preto rainha · c4 branco peão · d4 preto peão · f4 branco bispo · h3 branco peão · a2 branco torre · b2 branco peão · f2 branco peão · g2 branco peão · a1 branco torre · g1 branco rei | c8 preto rei · d8 preto torre · g8 preto cavalo · h8 preto torre · b7 preto peão · c7 preto peão · f7 preto peão · g7 preto peão · h7 preto peão · c6 branco rainha · d6 preto bispo · b5 branco peão · f5 preto rainha · c4 branco peão · d4 preto peão · f4 branco bispo · h3 branco peão · a2 branco torre · b2 branco peão · f2 branco peão · g2 branco peão · a1 branco torre · g1 branco rei | c8 preto rei · d8 preto torre · g8 preto cavalo · h8 preto torre · b7 preto peão · c7 preto peão · f7 preto peão · g7 preto peão · h7 preto peão · c6 branco rainha · d6 preto bispo · b5 branco peão · f5 preto rainha · c4 branco peão · d4 preto peão · f4 branco bispo · h3 branco peão · a2 branco torre · b2 branco peão · f2 branco peão · g2 branco peão · a1 branco torre · g1 branco rei | c8 preto rei · d8 preto torre · g8 preto cavalo · h8 preto torre · b7 preto peão · c7 preto peão · f7 preto peão · g7 preto peão · h7 preto peão · c6 branco rainha · d6 preto bispo · b5 branco peão · f5 preto rainha · c4 branco peão · d4 preto peão · f4 branco bispo · h3 branco peão · a2 branco torre · b2 branco peão · f2 branco peão · g2 branco peão · a1 branco torre · g1 branco rei | c8 preto rei · d8 preto torre · g8 preto cavalo · h8 preto torre · b7 preto peão · c7 preto peão · f7 preto peão · g7 preto peão · h7 preto peão · c6 branco rainha · d6 preto bispo · b5 branco peão · f5 preto rainha · c4 branco peão · d4 preto peão · f4 branco bispo · h3 branco peão · a2 branco torre · b2 branco peão · f2 branco peão · g2 branco peão · a1 branco torre · g1 branco rei | c8 preto rei · d8 preto torre · g8 preto cavalo · h8 preto torre · b7 preto peão · c7 preto peão · f7 preto peão · g7 preto peão · h7 preto peão · c6 branco rainha · d6 preto bispo · b5 branco peão · f5 preto rainha · c4 branco peão · d4 preto peão · f4 branco bispo · h3 branco peão · a2 branco torre · b2 branco peão · f2 branco peão · g2 branco peão · a1 branco torre · g1 branco rei | c8 preto rei · d8 preto torre · g8 preto cavalo · h8 preto torre · b7 preto peão · c7 preto peão · f7 preto peão · g7 preto peão · h7 preto peão · c6 branco rainha · d6 preto bispo · b5 branco peão · f5 preto rainha · c4 branco peão · d4 preto peão · f4 branco bispo · h3 branco peão · a2 branco torre · b2 branco peão · f2 branco peão · g2 branco peão · a1 branco torre · g1 branco rei | 6 |
| 5 | c8 preto rei · d8 preto torre · g8 preto cavalo · h8 preto torre · b7 preto peão · c7 preto peão · f7 preto peão · g7 preto peão · h7 preto peão · c6 branco rainha · d6 preto bispo · b5 branco peão · f5 preto rainha · c4 branco peão · d4 preto peão · f4 branco bispo · h3 branco peão · a2 branco torre · b2 branco peão · f2 branco peão · g2 branco peão · a1 branco torre · g1 branco rei | c8 preto rei · d8 preto torre · g8 preto cavalo · h8 preto torre · b7 preto peão · c7 preto peão · f7 preto peão · g7 preto peão · h7 preto peão · c6 branco rainha · d6 preto bispo · b5 branco peão · f5 preto rainha · c4 branco peão · d4 preto peão · f4 branco bispo · h3 branco peão · a2 branco torre · b2 branco peão · f2 branco peão · g2 branco peão · a1 branco torre · g1 branco rei | c8 preto rei · d8 preto torre · g8 preto cavalo · h8 preto torre · b7 preto peão · c7 preto peão · f7 preto peão · g7 preto peão · h7 preto peão · c6 branco rainha · d6 preto bispo · b5 branco peão · f5 preto rainha · c4 branco peão · d4 preto peão · f4 branco bispo · h3 branco peão · a2 branco torre · b2 branco peão · f2 branco peão · g2 branco peão · a1 branco torre · g1 branco rei | c8 preto rei · d8 preto torre · g8 preto cavalo · h8 preto torre · b7 preto peão · c7 preto peão · f7 preto peão · g7 preto peão · h7 preto peão · c6 branco rainha · d6 preto bispo · b5 branco peão · f5 preto rainha · c4 branco peão · d4 preto peão · f4 branco bispo · h3 branco peão · a2 branco torre · b2 branco peão · f2 branco peão · g2 branco peão · a1 branco torre · g1 branco rei | c8 preto rei · d8 preto torre · g8 preto cavalo · h8 preto torre · b7 preto peão · c7 preto peão · f7 preto peão · g7 preto peão · h7 preto peão · c6 branco rainha · d6 preto bispo · b5 branco peão · f5 preto rainha · c4 branco peão · d4 preto peão · f4 branco bispo · h3 branco peão · a2 branco torre · b2 branco peão · f2 branco peão · g2 branco peão · a1 branco torre · g1 branco rei | c8 preto rei · d8 preto torre · g8 preto cavalo · h8 preto torre · b7 preto peão · c7 preto peão · f7 preto peão · g7 preto peão · h7 preto peão · c6 branco rainha · d6 preto bispo · b5 branco peão · f5 preto rainha · c4 branco peão · d4 preto peão · f4 branco bispo · h3 branco peão · a2 branco torre · b2 branco peão · f2 branco peão · g2 branco peão · a1 branco torre · g1 branco rei | c8 preto rei · d8 preto torre · g8 preto cavalo · h8 preto torre · b7 preto peão · c7 preto peão · f7 preto peão · g7 preto peão · h7 preto peão · c6 branco rainha · d6 preto bispo · b5 branco peão · f5 preto rainha · c4 branco peão · d4 preto peão · f4 branco bispo · h3 branco peão · a2 branco torre · b2 branco peão · f2 branco peão · g2 branco peão · a1 branco torre · g1 branco rei | c8 preto rei · d8 preto torre · g8 preto cavalo · h8 preto torre · b7 preto peão · c7 preto peão · f7 preto peão · g7 preto peão · h7 preto peão · c6 branco rainha · d6 preto bispo · b5 branco peão · f5 preto rainha · c4 branco peão · d4 preto peão · f4 branco bispo · h3 branco peão · a2 branco torre · b2 branco peão · f2 branco peão · g2 branco peão · a1 branco torre · g1 branco rei | 5 |
| 4 | c8 preto rei · d8 preto torre · g8 preto cavalo · h8 preto torre · b7 preto peão · c7 preto peão · f7 preto peão · g7 preto peão · h7 preto peão · c6 branco rainha · d6 preto bispo · b5 branco peão · f5 preto rainha · c4 branco peão · d4 preto peão · f4 branco bispo · h3 branco peão · a2 branco torre · b2 branco peão · f2 branco peão · g2 branco peão · a1 branco torre · g1 branco rei | c8 preto rei · d8 preto torre · g8 preto cavalo · h8 preto torre · b7 preto peão · c7 preto peão · f7 preto peão · g7 preto peão · h7 preto peão · c6 branco rainha · d6 preto bispo · b5 branco peão · f5 preto rainha · c4 branco peão · d4 preto peão · f4 branco bispo · h3 branco peão · a2 branco torre · b2 branco peão · f2 branco peão · g2 branco peão · a1 branco torre · g1 branco rei | c8 preto rei · d8 preto torre · g8 preto cavalo · h8 preto torre · b7 preto peão · c7 preto peão · f7 preto peão · g7 preto peão · h7 preto peão · c6 branco rainha · d6 preto bispo · b5 branco peão · f5 preto rainha · c4 branco peão · d4 preto peão · f4 branco bispo · h3 branco peão · a2 branco torre · b2 branco peão · f2 branco peão · g2 branco peão · a1 branco torre · g1 branco rei | c8 preto rei · d8 preto torre · g8 preto cavalo · h8 preto torre · b7 preto peão · c7 preto peão · f7 preto peão · g7 preto peão · h7 preto peão · c6 branco rainha · d6 preto bispo · b5 branco peão · f5 preto rainha · c4 branco peão · d4 preto peão · f4 branco bispo · h3 branco peão · a2 branco torre · b2 branco peão · f2 branco peão · g2 branco peão · a1 branco torre · g1 branco rei | c8 preto rei · d8 preto torre · g8 preto cavalo · h8 preto torre · b7 preto peão · c7 preto peão · f7 preto peão · g7 preto peão · h7 preto peão · c6 branco rainha · d6 preto bispo · b5 branco peão · f5 preto rainha · c4 branco peão · d4 preto peão · f4 branco bispo · h3 branco peão · a2 branco torre · b2 branco peão · f2 branco peão · g2 branco peão · a1 branco torre · g1 branco rei | c8 preto rei · d8 preto torre · g8 preto cavalo · h8 preto torre · b7 preto peão · c7 preto peão · f7 preto peão · g7 preto peão · h7 preto peão · c6 branco rainha · d6 preto bispo · b5 branco peão · f5 preto rainha · c4 branco peão · d4 preto peão · f4 branco bispo · h3 branco peão · a2 branco torre · b2 branco peão · f2 branco peão · g2 branco peão · a1 branco torre · g1 branco rei | c8 preto rei · d8 preto torre · g8 preto cavalo · h8 preto torre · b7 preto peão · c7 preto peão · f7 preto peão · g7 preto peão · h7 preto peão · c6 branco rainha · d6 preto bispo · b5 branco peão · f5 preto rainha · c4 branco peão · d4 preto peão · f4 branco bispo · h3 branco peão · a2 branco torre · b2 branco peão · f2 branco peão · g2 branco peão · a1 branco torre · g1 branco rei | c8 preto rei · d8 preto torre · g8 preto cavalo · h8 preto torre · b7 preto peão · c7 preto peão · f7 preto peão · g7 preto peão · h7 preto peão · c6 branco rainha · d6 preto bispo · b5 branco peão · f5 preto rainha · c4 branco peão · d4 preto peão · f4 branco bispo · h3 branco peão · a2 branco torre · b2 branco peão · f2 branco peão · g2 branco peão · a1 branco torre · g1 branco rei | 4 |
| 3 | c8 preto rei · d8 preto torre · g8 preto cavalo · h8 preto torre · b7 preto peão · c7 preto peão · f7 preto peão · g7 preto peão · h7 preto peão · c6 branco rainha · d6 preto bispo · b5 branco peão · f5 preto rainha · c4 branco peão · d4 preto peão · f4 branco bispo · h3 branco peão · a2 branco torre · b2 branco peão · f2 branco peão · g2 branco peão · a1 branco torre · g1 branco rei | c8 preto rei · d8 preto torre · g8 preto cavalo · h8 preto torre · b7 preto peão · c7 preto peão · f7 preto peão · g7 preto peão · h7 preto peão · c6 branco rainha · d6 preto bispo · b5 branco peão · f5 preto rainha · c4 branco peão · d4 preto peão · f4 branco bispo · h3 branco peão · a2 branco torre · b2 branco peão · f2 branco peão · g2 branco peão · a1 branco torre · g1 branco rei | c8 preto rei · d8 preto torre · g8 preto cavalo · h8 preto torre · b7 preto peão · c7 preto peão · f7 preto peão · g7 preto peão · h7 preto peão · c6 branco rainha · d6 preto bispo · b5 branco peão · f5 preto rainha · c4 branco peão · d4 preto peão · f4 branco bispo · h3 branco peão · a2 branco torre · b2 branco peão · f2 branco peão · g2 branco peão · a1 branco torre · g1 branco rei | c8 preto rei · d8 preto torre · g8 preto cavalo · h8 preto torre · b7 preto peão · c7 preto peão · f7 preto peão · g7 preto peão · h7 preto peão · c6 branco rainha · d6 preto bispo · b5 branco peão · f5 preto rainha · c4 branco peão · d4 preto peão · f4 branco bispo · h3 branco peão · a2 branco torre · b2 branco peão · f2 branco peão · g2 branco peão · a1 branco torre · g1 branco rei | c8 preto rei · d8 preto torre · g8 preto cavalo · h8 preto torre · b7 preto peão · c7 preto peão · f7 preto peão · g7 preto peão · h7 preto peão · c6 branco rainha · d6 preto bispo · b5 branco peão · f5 preto rainha · c4 branco peão · d4 preto peão · f4 branco bispo · h3 branco peão · a2 branco torre · b2 branco peão · f2 branco peão · g2 branco peão · a1 branco torre · g1 branco rei | c8 preto rei · d8 preto torre · g8 preto cavalo · h8 preto torre · b7 preto peão · c7 preto peão · f7 preto peão · g7 preto peão · h7 preto peão · c6 branco rainha · d6 preto bispo · b5 branco peão · f5 preto rainha · c4 branco peão · d4 preto peão · f4 branco bispo · h3 branco peão · a2 branco torre · b2 branco peão · f2 branco peão · g2 branco peão · a1 branco torre · g1 branco rei | c8 preto rei · d8 preto torre · g8 preto cavalo · h8 preto torre · b7 preto peão · c7 preto peão · f7 preto peão · g7 preto peão · h7 preto peão · c6 branco rainha · d6 preto bispo · b5 branco peão · f5 preto rainha · c4 branco peão · d4 preto peão · f4 branco bispo · h3 branco peão · a2 branco torre · b2 branco peão · f2 branco peão · g2 branco peão · a1 branco torre · g1 branco rei | c8 preto rei · d8 preto torre · g8 preto cavalo · h8 preto torre · b7 preto peão · c7 preto peão · f7 preto peão · g7 preto peão · h7 preto peão · c6 branco rainha · d6 preto bispo · b5 branco peão · f5 preto rainha · c4 branco peão · d4 preto peão · f4 branco bispo · h3 branco peão · a2 branco torre · b2 branco peão · f2 branco peão · g2 branco peão · a1 branco torre · g1 branco rei | 3 |
| 2 | c8 preto rei · d8 preto torre · g8 preto cavalo · h8 preto torre · b7 preto peão · c7 preto peão · f7 preto peão · g7 preto peão · h7 preto peão · c6 branco rainha · d6 preto bispo · b5 branco peão · f5 preto rainha · c4 branco peão · d4 preto peão · f4 branco bispo · h3 branco peão · a2 branco torre · b2 branco peão · f2 branco peão · g2 branco peão · a1 branco torre · g1 branco rei | c8 preto rei · d8 preto torre · g8 preto cavalo · h8 preto torre · b7 preto peão · c7 preto peão · f7 preto peão · g7 preto peão · h7 preto peão · c6 branco rainha · d6 preto bispo · b5 branco peão · f5 preto rainha · c4 branco peão · d4 preto peão · f4 branco bispo · h3 branco peão · a2 branco torre · b2 branco peão · f2 branco peão · g2 branco peão · a1 branco torre · g1 branco rei | c8 preto rei · d8 preto torre · g8 preto cavalo · h8 preto torre · b7 preto peão · c7 preto peão · f7 preto peão · g7 preto peão · h7 preto peão · c6 branco rainha · d6 preto bispo · b5 branco peão · f5 preto rainha · c4 branco peão · d4 preto peão · f4 branco bispo · h3 branco peão · a2 branco torre · b2 branco peão · f2 branco peão · g2 branco peão · a1 branco torre · g1 branco rei | c8 preto rei · d8 preto torre · g8 preto cavalo · h8 preto torre · b7 preto peão · c7 preto peão · f7 preto peão · g7 preto peão · h7 preto peão · c6 branco rainha · d6 preto bispo · b5 branco peão · f5 preto rainha · c4 branco peão · d4 preto peão · f4 branco bispo · h3 branco peão · a2 branco torre · b2 branco peão · f2 branco peão · g2 branco peão · a1 branco torre · g1 branco rei | c8 preto rei · d8 preto torre · g8 preto cavalo · h8 preto torre · b7 preto peão · c7 preto peão · f7 preto peão · g7 preto peão · h7 preto peão · c6 branco rainha · d6 preto bispo · b5 branco peão · f5 preto rainha · c4 branco peão · d4 preto peão · f4 branco bispo · h3 branco peão · a2 branco torre · b2 branco peão · f2 branco peão · g2 branco peão · a1 branco torre · g1 branco rei | c8 preto rei · d8 preto torre · g8 preto cavalo · h8 preto torre · b7 preto peão · c7 preto peão · f7 preto peão · g7 preto peão · h7 preto peão · c6 branco rainha · d6 preto bispo · b5 branco peão · f5 preto rainha · c4 branco peão · d4 preto peão · f4 branco bispo · h3 branco peão · a2 branco torre · b2 branco peão · f2 branco peão · g2 branco peão · a1 branco torre · g1 branco rei | c8 preto rei · d8 preto torre · g8 preto cavalo · h8 preto torre · b7 preto peão · c7 preto peão · f7 preto peão · g7 preto peão · h7 preto peão · c6 branco rainha · d6 preto bispo · b5 branco peão · f5 preto rainha · c4 branco peão · d4 preto peão · f4 branco bispo · h3 branco peão · a2 branco torre · b2 branco peão · f2 branco peão · g2 branco peão · a1 branco torre · g1 branco rei | c8 preto rei · d8 preto torre · g8 preto cavalo · h8 preto torre · b7 preto peão · c7 preto peão · f7 preto peão · g7 preto peão · h7 preto peão · c6 branco rainha · d6 preto bispo · b5 branco peão · f5 preto rainha · c4 branco peão · d4 preto peão · f4 branco bispo · h3 branco peão · a2 branco torre · b2 branco peão · f2 branco peão · g2 branco peão · a1 branco torre · g1 branco rei | 2 |
| 1 | c8 preto rei · d8 preto torre · g8 preto cavalo · h8 preto torre · b7 preto peão · c7 preto peão · f7 preto peão · g7 preto peão · h7 preto peão · c6 branco rainha · d6 preto bispo · b5 branco peão · f5 preto rainha · c4 branco peão · d4 preto peão · f4 branco bispo · h3 branco peão · a2 branco torre · b2 branco peão · f2 branco peão · g2 branco peão · a1 branco torre · g1 branco rei | c8 preto rei · d8 preto torre · g8 preto cavalo · h8 preto torre · b7 preto peão · c7 preto peão · f7 preto peão · g7 preto peão · h7 preto peão · c6 branco rainha · d6 preto bispo · b5 branco peão · f5 preto rainha · c4 branco peão · d4 preto peão · f4 branco bispo · h3 branco peão · a2 branco torre · b2 branco peão · f2 branco peão · g2 branco peão · a1 branco torre · g1 branco rei | c8 preto rei · d8 preto torre · g8 preto cavalo · h8 preto torre · b7 preto peão · c7 preto peão · f7 preto peão · g7 preto peão · h7 preto peão · c6 branco rainha · d6 preto bispo · b5 branco peão · f5 preto rainha · c4 branco peão · d4 preto peão · f4 branco bispo · h3 branco peão · a2 branco torre · b2 branco peão · f2 branco peão · g2 branco peão · a1 branco torre · g1 branco rei | c8 preto rei · d8 preto torre · g8 preto cavalo · h8 preto torre · b7 preto peão · c7 preto peão · f7 preto peão · g7 preto peão · h7 preto peão · c6 branco rainha · d6 preto bispo · b5 branco peão · f5 preto rainha · c4 branco peão · d4 preto peão · f4 branco bispo · h3 branco peão · a2 branco torre · b2 branco peão · f2 branco peão · g2 branco peão · a1 branco torre · g1 branco rei | c8 preto rei · d8 preto torre · g8 preto cavalo · h8 preto torre · b7 preto peão · c7 preto peão · f7 preto peão · g7 preto peão · h7 preto peão · c6 branco rainha · d6 preto bispo · b5 branco peão · f5 preto rainha · c4 branco peão · d4 preto peão · f4 branco bispo · h3 branco peão · a2 branco torre · b2 branco peão · f2 branco peão · g2 branco peão · a1 branco torre · g1 branco rei | c8 preto rei · d8 preto torre · g8 preto cavalo · h8 preto torre · b7 preto peão · c7 preto peão · f7 preto peão · g7 preto peão · h7 preto peão · c6 branco rainha · d6 preto bispo · b5 branco peão · f5 preto rainha · c4 branco peão · d4 preto peão · f4 branco bispo · h3 branco peão · a2 branco torre · b2 branco peão · f2 branco peão · g2 branco peão · a1 branco torre · g1 branco rei | c8 preto rei · d8 preto torre · g8 preto cavalo · h8 preto torre · b7 preto peão · c7 preto peão · f7 preto peão · g7 preto peão · h7 preto peão · c6 branco rainha · d6 preto bispo · b5 branco peão · f5 preto rainha · c4 branco peão · d4 preto peão · f4 branco bispo · h3 branco peão · a2 branco torre · b2 branco peão · f2 branco peão · g2 branco peão · a1 branco torre · g1 branco rei | c8 preto rei · d8 preto torre · g8 preto cavalo · h8 preto torre · b7 preto peão · c7 preto peão · f7 preto peão · g7 preto peão · h7 preto peão · c6 branco rainha · d6 preto bispo · b5 branco peão · f5 preto rainha · c4 branco peão · d4 preto peão · f4 branco bispo · h3 branco peão · a2 branco torre · b2 branco peão · f2 branco peão · g2 branco peão · a1 branco torre · g1 branco rei | 1 |
|   | a | b | c | d | e | f | g | h |   |

- Supi x Carlsen (2020), Abertura escandinava; 1-0. Jogo online. Blitz. Aos vinte e três anos, Supi fez Magnus Carlsen (então número um do mundo) abandonar a partida após o lance Dc6!!. O match ganhou repercussão internacional pelo brilhantismo do lance e pela reação do campeão mundial. A partida foi jogada online no site Chess.com, foi chamada de A imortal brasileira e não valia pontos FIDE.
- El Debs x Supi (2016); na 5a rodada do Floripa Chess Open Supi consquista a vitória.
- Supi x Noritsyn (2020); Abertura Siciliana; nas Olimpíadas online, contra o mestre canadense e sacrifica o cavalo, tomando o bispo em b7 com a torre e sacrificando também a torre. Embora tenha domina a partida, Supi fez um pre-move equivocado e perdeu o match.
- Jorge Cori x Supi (2020), Sistema Colle; Olimpíada Online (15min+5seg) Peru x Brasil - 7a rodada. Supi venceu Cori, então melhor enxadrista da América Latina, ranqueado em primeiro lugar com 2652 de rating.
- Supi x Razvan Preotu (2020), Defesa siciliana; Variante Najdorf; 1-0· Jogo online. Blitz. Supi realizou sacrifícios de torre e dama.
- Villalba x Supi (jogo do dia Out-16-2020) 3º Floripa Open (2017), Florianópolis BRA, 6, Jan-23 Defesa Siciliana: Variante Kan. Knight (B43)· 0-1.